# امن، نترلندز
امن، نترلندز (به هلندی: Amen, Netherlands) یک منطقهٔ مسکونی در هلند است که در آا ان هونز واقع شده‌است.

## خصوصیات
امن ۹۱ نفر جمعیت دارد.